# Camille (film fra 1917)
|  | For andre betydninger, se Camille |
Camille er en amerikansk stumfilm fra 1917 af J. Gordon Edwards.
Filmen er baseret på Alexandre Dumas den yngres roman fra 1848 Kameliadamen.

## Medvirkende
- Theda Bara som Marguerite Gautier.
- Alan Roscoe som Armand Duval.
- Walter Law som de Varville.
- Glen White som Gaston Rieux.
- Alice Gale som Prudence.